# Chi Zhongguo
Chi Zhongguo (池忠国S; Yanji, 26 ottobre 1989) è un calciatore cinese di origini coreane, centrocampista del Beijing Guoan e della Nazionale cinese.

## Caratteristiche tecniche
È un mediano.

## Carriera

### Club
Ha giocato nella prima divisione cinese.

### Nazionale
Con la nazionale cinese ha preso parte alla Coppa d'Asia 2019.

## Statistiche

### Cronologia presenze e reti in nazionale
| Cronologia completa delle presenze e delle reti in nazionale ― Cina | Cronologia completa delle presenze e delle reti in nazionale ― Cina | Cronologia completa delle presenze e delle reti in nazionale ― Cina | Cronologia completa delle presenze e delle reti in nazionale ― Cina | Cronologia completa delle presenze e delle reti in nazionale ― Cina | Cronologia completa delle presenze e delle reti in nazionale ― Cina | Cronologia completa delle presenze e delle reti in nazionale ― Cina | Cronologia completa delle presenze e delle reti in nazionale ― Cina |
| Data                                                                | Città                                                               | In casa                                                             | Risultato                                                           | Ospiti                                                              | Competizione                                                        | Reti                                                                | Note                                                                |
| ------------------------------------------------------------------- | ------------------------------------------------------------------- | ------------------------------------------------------------------- | ------------------------------------------------------------------- | ------------------------------------------------------------------- | ------------------------------------------------------------------- | ------------------------------------------------------------------- | ------------------------------------------------------------------- |
| 07-01-2019                                                          | al-'Ayn                                                             | Cina                                                                | 2 – 1                                                               | Kirghizistan                                                        | Coppa d'Asia 2019 - 1º turno                                        | -                                                                   |                                                                     |
| 11-01-2019                                                          | Abu Dhabi                                                           | Filippine                                                           | 0 – 3                                                               | Cina                                                                | Coppa d'Asia 2019 - 1º turno                                        | -                                                                   | 83’                                                                 |
| 16-01-2019                                                          | Abu Dhabi                                                           | Corea del Sud                                                       | 2 – 0                                                               | Cina                                                                | Coppa d'Asia 2019 - 1º turno                                        | -                                                                   | 57’                                                                 |
| 11-06-2021                                                          | Sharjah                                                             | Cina                                                                | 5 – 0                                                               | Maldive                                                             | Qual. Mondiali 2022                                                 | -                                                                   |                                                                     |
| 7-10-2021                                                           | Sharjah                                                             | Cina                                                                | 3 – 2                                                               | Vietnam                                                             | Qual. Mondiali 2022                                                 | -                                                                   | 72’                                                                 |
| Totale                                                              |                                                                     | Presenze                                                            | 5                                                                   |                                                                     | Reti                                                                | 0                                                                   |                                                                     |